# Туранівка
Тура́нівка — село в Україні, у Ямпільській селищній громаді Шосткинського району Сумської області. Населення становить 29 осіб. До 2020 орган місцевого самоврядування — Воздвиженська сільська рада.

## Географія

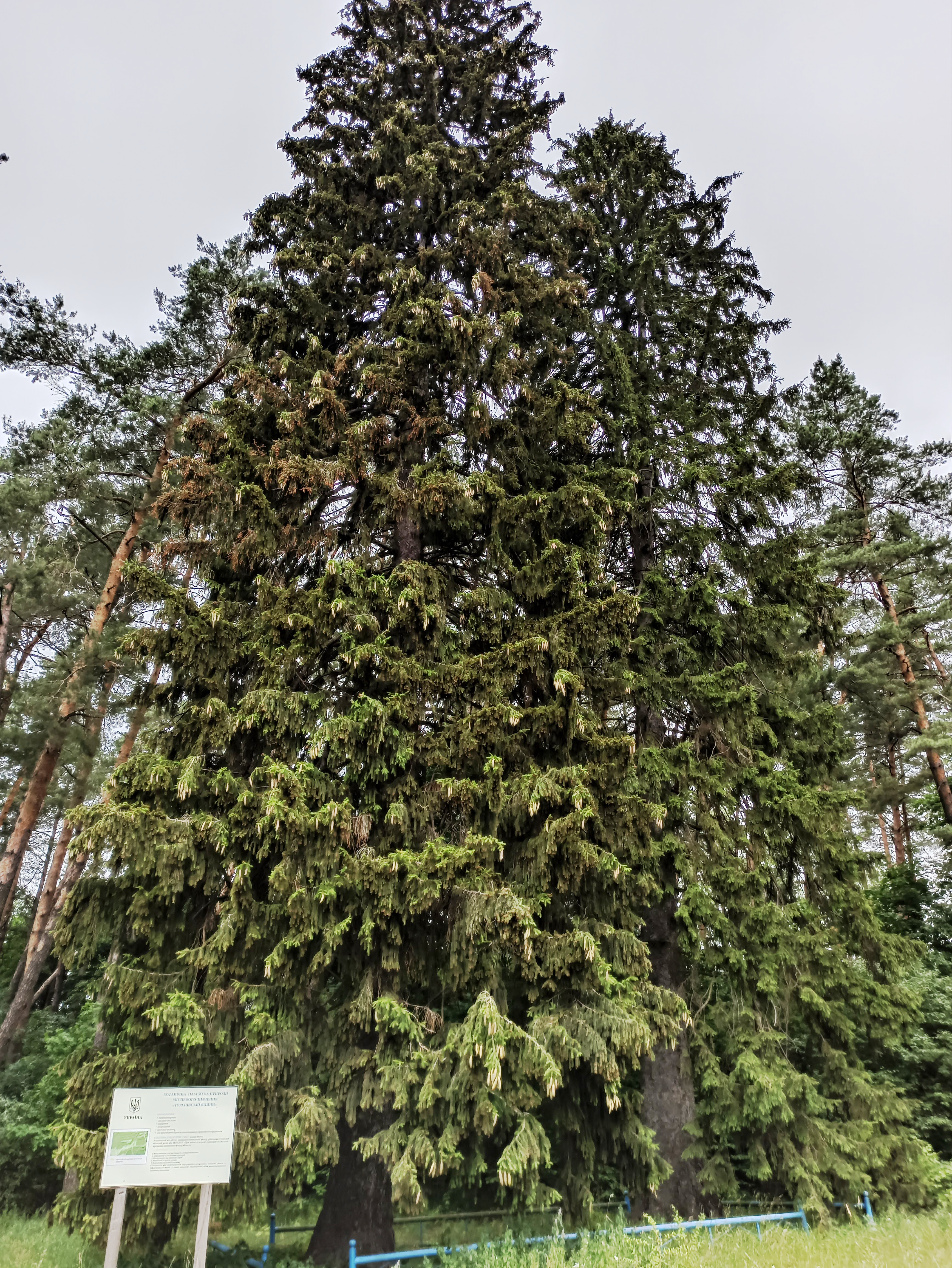
Пам'ятка природи ботанічна «Туранівські ялини»

Село Туранівка розташоване на правому березі річки Шостка, вище за течією на відстані 1,5 км розташоване село Грем'ячка, на протилежному березі — село Олине. На річці велика загата — Туранівський ставок. Село оточене великим лісовим масивом (сосна, дуб). Поруч проходить автомобільна дорога Т 1915.
У селі є ботанічна пам'ятка природи «Туранівські ялини». Одна з ялин впала 26 липня 2023 року під дією буревію.

## Символіка
Герб села містить зображення родового герба Туранських. В зеленому полі золоте стремено, пронизане перекиненою навскоси зліва стрілою і супроводжуване знизу двома золотими пальмовими гілками в андріївський хрест. Гілки на гербі також зображають ботанічну пам'ятку - Туранівські ялини.

## Історія
Село засноване наприкінці XVII століття Олексієм Туранським — послом гетьмана Івана Мазепи. Це був єдиний населений пункт ним заснований і був його родинним гніздом. На початку XVIII ст. ним була побудована тут церква.
12 червня 2020 року, відповідно до розпорядження Кабінету Міністрів України № 723-р «Про визначення адміністративних центрів та затвердження територій територіальних громад Сумської області», село увійшло до складу Ямпільської селищної громади.
19 липня 2020 року, в результаті адміністративно-територіальної реформи та ліквідації Ямпільського району, село увійшло до складу новоутвореного Шосткинського району.

## Відомі люди
В селі жив останні роки й помер Тимковський Ілля Федорович — український педагог, правник, філолог і освітній діяч.